# Fernando Rapallini
Fernando Andrés Rapallini, né le 28 avril 1978 à La Plata, est un arbitre argentin de football.
Il appartient au groupe d'arbitres qui officie principalement dans le championnat argentin de première division depuis les années 2010. Depuis 2014, il peut également arbitrer des matchs internationaux de la FIFA, notamment en étant le deuxième arbitre non-européen à officier lors d'un championnat d'Europe, pour l'Euro 2020.

## Biographie
Plus jeune, Fernando Rapallini a pratiqué le football en tant qu'avant-centre. En 2001, il décroche son diplôme d'arbitre auprès de l'Association argentine de football (AFA). En parallèle de sa carrière d'arbitre, il continue à travailler dans l'entreprise familiale située à City Bell, spécialisée dans la construction et la conception de piscines.
Après avoir officié 5 ans en deuxième division argentine entre 2006 et 2011, il arbitre son premier match de Primera División le 19 juin 2011 entre le Godoy Cruz et les All Boys.
En 2014, il est inscrit sur la liste des arbitres de la FIFA et en mars 2015, il dirige un match du tour préliminaire du Championnat sud-américain de football U-17 entre le Paraguay et le Brésil, puis le 5 juin 2015, un match sénior amical opposant le Chili et le Salvador. Rapallini est régulièrement appelé dans les compétitions interclubs sud-américaines comme la Copa Sudamericana ou la Copa Libertadores. Il fait partie du corps arbitral pour la Copa America 2019, arbitre principal de la rencontre entre le Brésil et le Pérou (5-0) en phase de poule.
En 2019, Rapallini a reçu sa première convocation à un tournoi mondial de football, arbitrant deux matchs de phase de groupes lors de la Coupe du monde U-20 2019 en Pologne. Fait rare, il est retenu pour arbitrer l'Euro 2020 dans le cadre d'un échange UEFA/CONMEBOL, là où son homologue espagnol Jesús Gil Manzano (en) participera de son côté à la Copa America ; Rapallini dirigera trois rencontres, deux matchs de poules avec Ukraine/Macédoine du Nord  et Croatie/Écosse (3:1) puis le huitième de finale France/Suisse.
Il fait partie de la liste des arbitres retenus pour la Coupe du monde de football 2022 ; après deux rencontres en phase de poule, il est désigné pour diriger le huitième de finale Maroc-Espagne.